# نورس أرميني

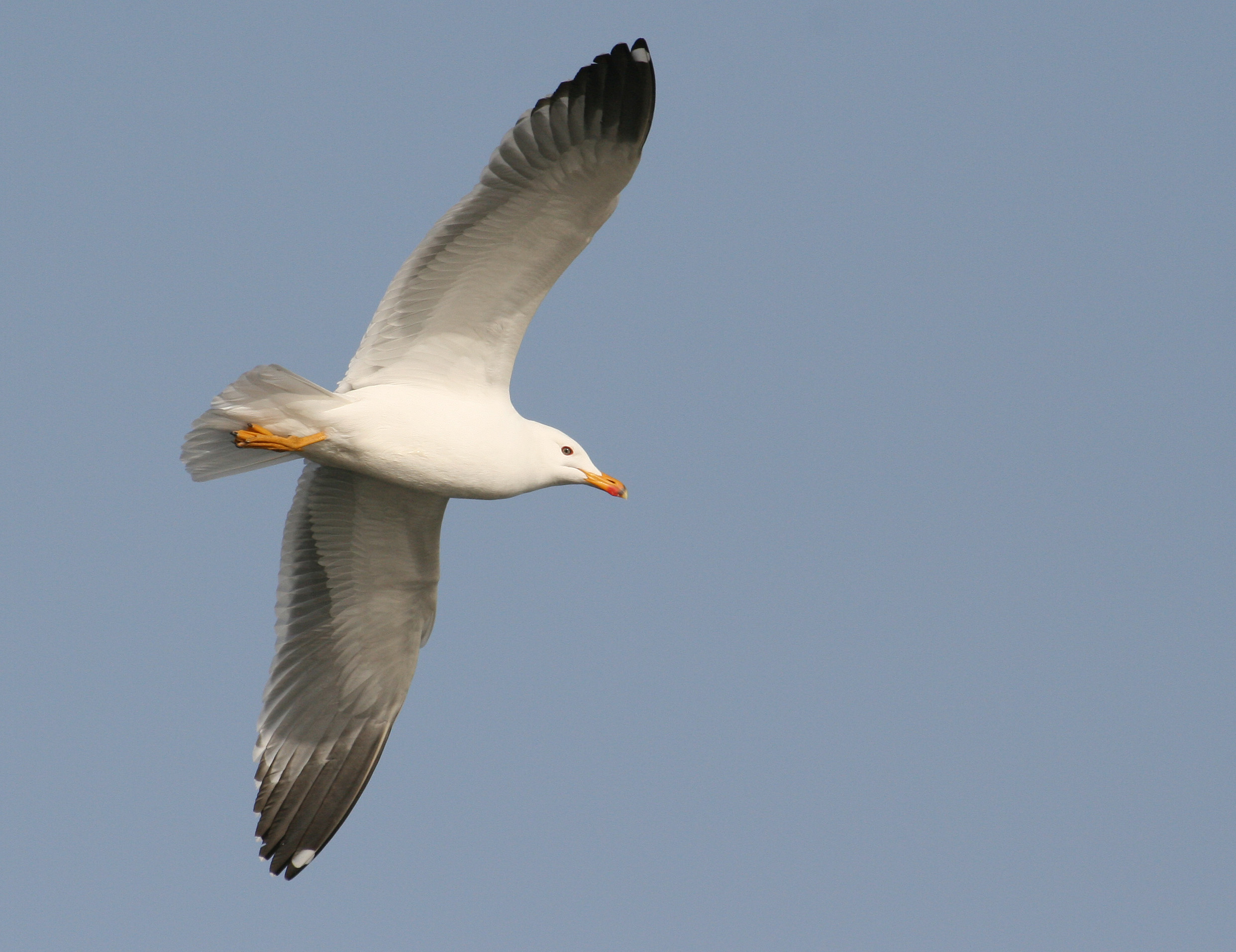

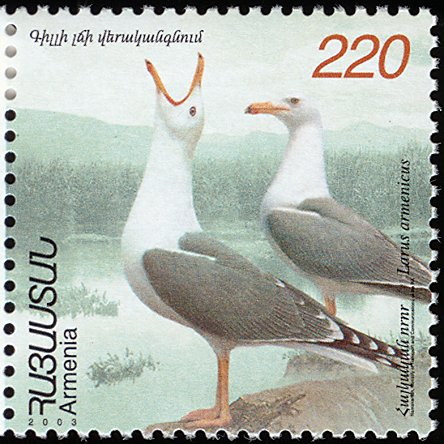

نورس عجمة ويسمى أيضا نورس أبيض العين (الاسم العلمي: Larus armenicus) (بالإنجليزية: Armenian Gull)‏، هو طائر بحري ينتمي إلى نورس (فصيلة: Laridae).